# Шенковићи (Соколац)
Шенковићи су насељено мјесто у општини Соколац, Република Српска, БиХ. Према попису становништва из 1991. у насељу је живјело 22 становника.

## Географија
Насеље Шенковићи се налази на 6 километара макадамским путем од Чаварине. Припадају мјесној заједници Чаварине. Шенковићи се дијеле на два засеока, Горње и Доње Шенковиће.

## Становништво
| Демографија | Демографија | Демографија |
| Година      | Становника  | Становника  |
| ----------- | ----------- | ----------- |
| 1991.       | 22          |             |

### Презимена
У Шенковићима живе породице Чобовић, Миловић и друге.